# Emil Pardubský
Emil Pardubský (8. dubna 1910 v Praze – 19. července 1977 tamtéž) byl český fotoreportér, který působil především jako reportér novin Mladá Fronta, kde pracoval od roku 1945 do roku 1970. Jeho tématem vedle propagace pionýrské a svazácké činnosti byl sport, zvláště pak dostihy. Jeho husarským kouskem byla reportáž z Velké pardubické s názvem Drama na Taxisu, která byla vytvořena několika výřezy z jediného negativu. Tato reportáž byla oceněna bronzovou medailí na mezinárodní fotografické soutěži Interpressphoto 1966.

## Ocenění díla
- 1962 Interpressphoto
- 1964 čestné uznání World Press Photo
- 1966 bronzová medaile Interpressphoto, Moskva
- 1966 novinářská fotografická soutěž Julia Fučíka
- 1968 hlavní cena v soutěži Za socialistické fotografické umění (NDR)
- 1975 Vyznamenání Za vynikající práci , za práci v mládežnickém tisku, za zásluhy o tisk a o sport
- 1975 zapsán do knihy cti Ústředního výboru Socialistického svazu mládeže[1]